# Lobo (singolo)
Lobo è un singolo del rapper italiano Noyz Narcos. Il videoclip è stato pubblicato nel 7 febbraio 2017 e successivamente è comparso nell'album del 2018 Enemy.
Si tratta di un dissing diretto a Jamil dopo che quest'ultimo ha pubblicato il videoclip Noyz Diss.